# حبس‌شده (فیلم ۲۰۲۲)
حبس شده (به انگلیسی: Shut In) یک فیلم دلهره‌آور آمریکایی محصول سال ۲۰۲۲ به کارگردانی دی جی کاروسو نوشته ملانی توست، و با بازی رینی کوالی، جیک هوروویتز، لوسیانا ون دت و وینسنت گالو. این فیلم اولین فیلم اصلی دیلی‌وایر و سومین فیلمی است که در پلتفرم پخش آنها منتشر می‌شود.

## داستان
هنگامی که یک مادر جوان توسط دوست پسر خشن سابق خود در داخل انباری سنگر می‌گیرد، او باید از نبوغ خود برای محافظت از دو فرزند کوچک خود در برابر خطرات فزاینده در حین یافتن راه فرار استفاده کند.